# Austroeslavismo
El austroeslavismo fue una orientación política de los eslavos del Imperio austrohúngaro en el siglo xix (particularmente checos y croatas) en el doble contexto de la adhesión a los valores eslavófilos y de la fidelidad a la dinastía de Habsburgo.

## Historia
Jernej Kopitar (1780–1844), erudito esloveno y paneslavo, está generalmente considerado un pionero del austroeslavismo. A comienzos del siglo xix, organizó un cenáculo de eruditos, sobre todo serbocroatas, para recolectar las «antigüedades eslavas». Kopitar y sus émulos fueron los fundadores de la historia de la literatura, que en sus mentes permitía estructurar un renacimiento cultural eslavo en la monarquía de los Habsburgo.

El proyecto tripartito de de (1905).

Para los checos, el austroeslavismo, inicialmente moderado, buscaba evolucionar la «doble monarquía» austrohúngara a una monarquía tripartita cuya tercera entidad habría sido un reino de Bohemia-Moravia. Para los croatas, tenía el objetivo de crear un reino triunitario de Croacia-Eslavonia-Dalmacia unificando el reino de Croacia-Eslavonia (adjunto a Hungría) y el reino de Dalmacia (adjunto a Austria) en una cuarta entidad. Más allá de estos proyectos, lo que reivindicaba el austroeslavismo era una forma de democratización por la «federalización» de Austria-Hungría. Además de los checos (como František Palacký o František Ladislav Rieger) y de los croatas (como Franjo Rački), los partidarios del austroeslavismo contaron con algunos teóricos socialdemócratas austríacos tales como Otto Bauer y Viktor Adler.
Hacia 1890, las ideas políticas más radicales de los Jóvenes Checos y de los eslavos del sur, que reclamaban un reino eslavo del sur que englobara también Bosnia y Herzegovina, marginalizaron el austroeslavismo moderado que había prevalecido hasta entonces.
Más allá del proyecto trialista, la cuestión planteada por el austroeslavismo versaba sobre la federalización y la democratización de Austria-Hungría. A pesar de que limitaba la autonomía de las minorías, no fue la monarquía lo que se puso en tela de juicio, sino el compromiso austrohúngaro de 1867 y su complemento croatohúngaro de 1868-73 (con concesiones más modestas). Lo que se reivindicó con el austroeslavismo era una democratización a través de la «federalización» de Austria-Hungría.
Publicado en 1905, el proyecto tripartito de Heinrich Hanau añadía un estado sureslavo a Austria y reunificaba Galitzia, Bucovina y Hungría en una misma entidad, reagrupando de esta manera a ucranianos y rumanos del Imperio, pero reduciendo la proporción de magiares a alrededor del 36% en esta entidad.
Los dirigentes húngaros, en su gran mayoría procedentes de la aristocracia, se opusieron firmemente al austroeslavismo y a los movimientos encaminados a federaizar Austria-Hungría, ya que su política discriminatoria de nacionalidades iniciada en 1867 tenía por objetivo la formación de un Estado-nación estrictamente húngaro y católico o protestante sobre el conjunto de las Tierras de la Corona de san Esteban (donde los magiares constituían el 47% de la población y donde esta «magiarización» debía convertirlos en una gran mayoría social).
El fracaso del austroeslavismo y la imposibilidad de reformar y federalizar Austria-Hungría desembocaron, al final de la Primera Guerra Mundial, a la desintegración de este imperio.

## Variantes federales

La «doble monarquía» entre 1908 y 1918: una opción trialista de facto: Austria (rojo), Hungría (verde) y Bosnia y Herzegovina (amarillo).
Una opción de cuatro entidades: Austria, Hungría, Croacia (azul) y Bosnia y Herzegovina.
Una opción de cinco entidades: Austria, Bohemia y Moravia (marrón), Hungría, Croacia y Bosnia y Herzegovina.
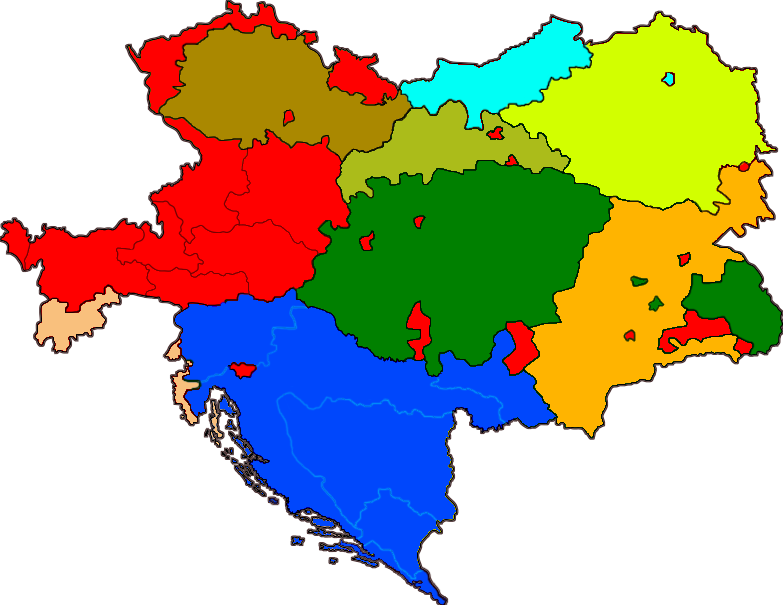
Una opción de nueve entidades: Austria, Bohemia y Moravia, Eslovaquia, Galitzia polaca (azul cielo), Rutenia (verde claro), Hungría, Italoaustria (albaricoque), Reino Sureslavo (englobando Eslovenia, Croacia, Bosnia, Herzegovina y Voivodina) y Rumania-Austria (naranja).